# Жуэд
Жуэд (коми Жуӧд) — деревня в Сыктывдинском районе Республики Коми России. Входит в состав сельского поселения Пажга.

## География
Деревня находится в юго-западной части Республики Коми, в пределах Вычегодско-Мезенской равнины, на берегах реки Сопи, к востоку от автодороги Р-176, на расстоянии примерно 27 километров (по прямой) к юго-юго-западу (SSW) от села Выльгорт, административного центра района.
Климат
Климат характеризуется как умеренно континентальный, с продолжительной умеренно морозной многоснежной зимой и коротким прохладным летом. Среднегодовая температура воздуха составляет 0,4 °С. Средняя температура воздуха самого тёплого месяца (июля) составляет 16,7 °C; самого холодного (января) — −15,6 °C. Безморозный период длится в течение 187 дней. Среднегодовое количество атмосферных осадков составляет 560 мм.
Часовой пояс
Жуэд, как и вся Республика Коми, находится в часовой зоне МСК (московское время). Смещение применяемого времени относительно UTC составляет +3:00.

## История
Не упоминается ранее 1920 года. По состоянию на 1920 год, проживало 120 человек. В 1926 году в деревне имелось 29 дворов и 125 жителей (54 мужчины и 71 женщина). В 1989 году население Жуэда составляло 35 человек.

## Население
| 2010 |
| ---- |
| 20   |

Гендерный состав
По данным Всероссийской переписи населения 2010 года в гендерной структуре населения мужчины составляли 50 %, женщины — соответственно также 50 %.
Национальный состав
Согласно результатам переписи 2002 года, в национальной структуре населения коми составляли 85 % из 20 чел.